# La Ville fantôme (film, 1936)
Pour les articles homonymes, voir La Ville fantôme.
Pour plus de détails, voir Fiche technique et Distribution.
La Ville fantôme (Winds of the Wasteland) est un film américain réalisé par Mack V. Wright, sorti en 1936.

## Synopsis
En 1861, le développement du télégraphe sonne la fin du Pony Express, ce qui met au chômage John Blair et Larry Adams. Pour se reconvertir, ils décident d'investir dans le transport en diligence, mais Drake, qui leur vend la licence, les envoie chercher la diligence dans une ville fantôme, Crescent City. Ils y apprennent néanmoins des deux seuls habitants qu'il y a une course de diligence dont le vainqueur gagnera 25 000 $ et un contrat avec le gouvernement. Ils vont s'y inscrire et finalement la gagner malgré les efforts de Drake pour leur nuire.

## Fiche technique
- Titre original : Winds of the Wasteland
- Titre français : La Ville fantôme
- Réalisation : Mack V. Wright
- Scénario : Joseph F. Poland (en)
- Photographie : William Nobles
- Son : Terry Kellum
- Montage : Robert Jahns
- Production : Nat Levine
- Société de production : Republic Pictures
- Société de distribution : Republic Pictures
- Pays de production :  États-Unis
- Langue originale : anglais
- Format : noir et blanc — 35 mm — 1,37:1 — son Mono (RCA High Fidelity Sound System)
- Genre : Western
- Durée : 54 minutes
- Date de sortie :
  - États-Unis : 6 juillet 1936
- Licence : Domaine public

## Distribution
- John Wayne : John Blair
- Phyllis Fraser (en) : Barbara Forsythe
- Lew Kelly (en) : Rocky O'Brien
- Douglas Cosgrove : Drake
- Lane Chandler : Larry Adams
- Sam Flint : William Forsythe, le docteur
- Bob Kortman : Cherokee Joe
- Ed Cassidy : Dodge
- Jon Hall : Jim, un cavalier du Pony Express
- Merrill McCormick : Pete
- Christian J. Frank (en) : le chef d'équipe du télégraphe
- Jack Rockwell : le shérif de Buchanan City
- Arthur Millett (en) : le receveur des postes à Buchanan City
- Tracy Layne : Green

Les principaux acteurs
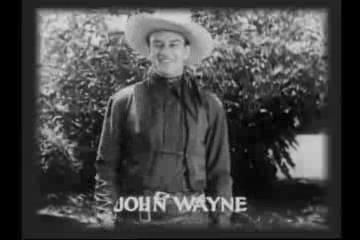
John Wayne.
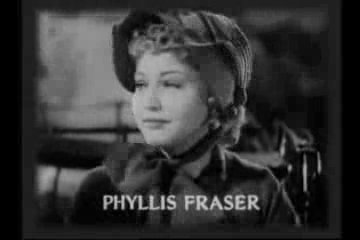
Phyllis Fraser.
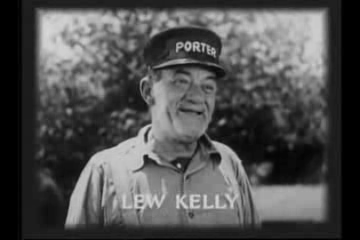
Lew Kelly.
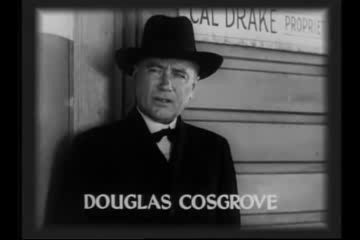
Douglas Cosgrove.
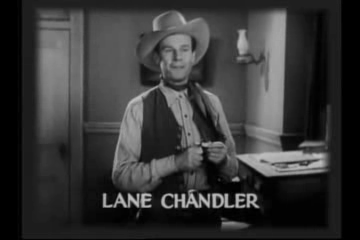
Lane Chandler.